# Малката русалка (сериал)
„Малката русалка“ (на английски: The Little Mermaid) е анимационен сериал на компанията Уолт Дисни, базиран на пълнометражния „филм на Дисни“ от 1989 г. със същото заглавие. Той представя приключенията на Ариел като русалка преди събитията във филма. Някои от актьорите, които озвучават героите в пълнометражния филм, озвучават същите и в сериала, като Джоди Бенсън озвучава Ариел, Самюъл Райт – рака Себастиян, Кенет Марс – цар Тритон, Пат Карол – Урсула.

## „Малката русалка“ в България
Сериалът се излъчва със синхронен дублаж през втората половина на 90-те години по БНТ 1 в програмата „Уолт Дисни представя“. Ролите се озвучават от Елена Саръиванова, Борис Чернев (Себастиян), Марин Янев (Крал Тритон), Георги Георгиев (Злия Манта). Христина Ибришимова, Николай Христанов, Живка Донева и други.
На 16 януари 2010 г. започва повторно излъчване по bTV в рубриката „Детски клуб Дисни“, всяка събота и неделя сутринта. Дублажът е на Медиа Линк, чието име не се споменава. Ролите се озвучават от Милена Живкова, Ася Братанова, Цанко Тасев и Симеон Владов.
На 20 март 2011 г. започва повторно по Нова телевизия, всяка събота и неделя от 08:00. Дублажът е на Арс Диджитал Студио. Ролите се озвучават от Нина Гавазова, Ралица Ковачева-Бежан, Ирина Маринова, Александър Митрев, Здравко Методиев и Иван Танев.